# 니시우치촌
니시우치촌(일본어: 西内村)은 일본 나가노현 지사가타군에 있던 촌이다. 현재의 우에다시에 해당한다.

## 역사
- 1889년 4월 1일 - 정촌제 시행에 의해 2개 촌의 구역을 확장해 지사가타군 니시우치촌이 성립하였다.
- 1954년 10월 1일 - 마루코정에 편입되어 동일 니시우치촌은 폐지되었다

## 참고문헌
- 角川日本地名大辞典 20 長野県